# Halterofilismo nos Jogos Olímpicos de Verão de 2008 - Até 85 kg masculino
A competição da categoria até 85 kg masculino do halterofilismo nos Jogos Olímpicos de Verão de 2008 foi realizada no dia 15 de agosto de 2008 no Ginásio da Universidade Beihang.
Originalmente o bielorrusso Andrei Ribakov obteve a medalha de prata, mas foi desclassificado em 26 de outubro de 2016 após a reanálise de seu teste antidoping acusar o uso das substâncias estanozolol e turinabol.
As medalhas foram realocadas pela Federação Internacional de Halterofilismo.

## Recordes
Antes desta competição, os recordes mundiais da prova eram os seguintes:
| Recorde mundial  | Arranque  | BLR Andrei Ribakov | 187 kg   | Chiang Mai, Tailândia | 22/set/07 |
| Recorde mundial  | Arremesso | CHN Zhang Yong     | 218 kg   | Ramat Gan, Israel     | 25/abr/98 |
| Recorde mundial  | Total     | BLR Andrei Ribakov | 393 kg   | Chiang Mai, Tailândia | 22/set/07 |
| Recorde olímpico | Arranque  | Padrão olímpico    | 180 kg   |                       |           |
| Recorde olímpico | Arremesso | Padrão olímpico    | 215 kg   |                       |           |
| Recorde olímpico | Total     | Padrão olímpico    | 392,5 kg |                       |           |

## Medalhistas
| Ouro   | CHN Lu Yong                    |
| Prata  | ARM Tigran Vardan Martirossian |
| Bronze | CUB Jadier Valladares          |

## Resultados
| Pos.              | Nome                       | Grupo | Peso  | Arranque (kg) | Arranque (kg) | Arranque (kg) | Arranque (kg) | Arremesso (kg) | Arremesso (kg) | Arremesso (kg) | Arremesso (kg) | Total (kg) |
| Pos.              | Nome                       | Grupo | Peso  | 1             | 2             | 3             | Res.          | 1              | 2              | 3              | Res.           | Total (kg) |
| ----------------- | -------------------------- | ----- | ----- | ------------- | ------------- | ------------- | ------------- | -------------- | -------------- | -------------- | -------------- | ---------- |
| Medalha de ouro   | CHN Lu Yong                | A     | 84,41 | 175           | 180           | 183           | 180           | 208            | 214            | 214            | 214            | 394        |
| Medalha de prata  | ARM Tigran V. Martirossian | A     | 83,78 | 172           | 177           | 180           | 177           | 203            | 203            | 206            | 203            | 380        |
| Medalha de bronze | CUB Jadiel Valladares      | A     | 84,84 | 161           | 166           | 169           | 169           | 198            | 198            | 203            | 203            | 372        |
| 4                 | FRA Benjamin Hennequin     | A     | 84,55 | 157           | 162           | 162           | 162           | 196            | 201            | 205            | 205            | 367        |
| 5                 | UZB Mamsurbek Chashemov    | A     | 84,71 | 165           | 165           | 169           | 165           | 195            | 199            | 202            | 202            | 367        |
| 6                 | USA Kendrick Farris        | B     | 84,14 | 153           | 157           | 160           | 160           | 195            | 195            | 202            | 202            | 362        |
| 7                 | COL Carlos Andica          | B     | 84,62 | 155           | 160           | 160           | 155           | 190            | 195            | 201            | 201            | 356        |
| 8                 | KGZ Ulanbek Moldodosov     | B     | 84,74 | 152           | 160           | 160           | 152           | 182            | 190            | 194            | 194            | 346        |
| 9                 | SVK Ondrej Kutlík          | B     | 84,89 | 150           | 155           | 155           | 150           | 186            | 191            | 193            | 193            | 343        |
| 10                | NGR Benedict Uloko         | B     | 84,97 | 144           | 148           | 151           | 148           | 187            | 187            | 191            | 191            | 339        |
| 11                | CMR Brice Batchaya         | B     | 82,77 | 150           | 153           | 155           | 153           | 180            | 185            | 185            | 180            | 333        |
| 12                | KIR David Katoatau         | B     | 84,17 | 130           | 130           | 135           | 135           | 170            | 178            | 178            | 178            | 313        |
| 13                | SEY Terence Dixie          | B     | 82,67 | 110           | 115           | 115           | 115           | 130            | 140            | 140            | 140            | 255        |
| –                 | ARM Edgar Gevorgian        | A     | 84,69 | 170           | 170           | 176           | 176           | 196            | 196            | 196            | –              | DNF        |
| –                 | TUR İzzet İnce             | A     | 84,52 | 165           | 165           | 170           | 170           | 190            | –              | –              | –              | DNF        |
| –                 | GEO Rauli Tsirekidze       | B     | 84,55 | 143           | 143           | 148           | 143           | –              | –              | –              | –              | DNF        |
| –                 | BLR Vadzim Straltsou       | A     | 84,37 | 170           | –             | –             | –             | –              | –              | –              | –              | DNF        |
| –                 | VEN Herbis Márquez         | B     | 84,91 | 152           | 152           | 152           | –             | –              | –              | –              | –              | DNF        |
| DSQ               | BLR Andrei Ribakov         | A     | 84,69 | 180           | 185           | 185           | 185           | 200            | 204            | 209            | 209            | 394        |
| DSQ               | KAZ Vladimir Sedov         | A     | 84,54 | 170           | 175           | 180           | 180           | 200            | 203            | 203            | 200            | 380        |
| DSQ               | AZE Intigam Zairov         | A     | 84,52 | 160           | 166           | 166           | 166           | 195            | 199            | 199            | 195            | 361        |

Legenda
| Recorde mundial      | Recorde mundial (World record)               |                       | Recorde africano                      | Recorde africano (African) |                                           | Q | Classificado por posição (Qualified) |
| Recorde olímpico     | Recorde olímpico (Olympic record)            | Recorde da América    | Recorde da América (Americas)         | q                          | Classificado por melhor tempo (Qualified) |   |                                      |
| Melhor marca do ano  | Melhor marca do ano (World leading)          | Recorde asiático      | Recorde asiático (Asian)              | DNS                        | Não largou (Did not start)                |   |                                      |
| Recorde nacional     | Recorde nacional (National record)           | Recorde europeu       | Recorde europeu (European)            | DNF                        | Não terminou (Did not finish)             |   |                                      |
| Recorde pessoal      | Recorde pessoal do atleta (Personal best)    | Recorde da Oceania    | Recorde da Oceania (Oceania)          | DSQ / DQ                   | Desclassificado (Disqualified)            |   |                                      |
| Recorde da temporada | Recorde da temporada do atleta (Season best) | Recorde sul-americano | Recorde sul-americano (South America) | NM                         | Sem marca (No mark)                       |   |                                      |